# طوراقية (مهر أنرود)
طوراقیة (بالفارسية: طوراقیه) هي مستوطنة تقع في إيران في قسم مهر أنرود المرکزي الريفي. يقدر عدد سكانها بـ 896 نسمة .